# Shanghai Story
Pour plus de détails, voir Fiche technique et Distribution.
Shanghai Story (美丽上海, Meili Shanghai, litt. « Shanghai la belle ») est un film dramatique chinois co-écrit, réalisé et monté par Peng Xiaolian et sorti en 2005 en Chine.
Gagnant surprise du Coq d'or du meilleur film, alors que Le Secret des poignards volants était le grand favori, sa victoire est tout aussi surprenante en raison de son scénario qui inclut des références à la révolution culturelle, un sujet encore sensible pour la censure chinoise. Plus surprenant encore, le film a été peu censuré. Alors que le Studio de cinéma de Shanghai demandait des changements de la fin, Peng a demandé que la décision revienne à l'administration nationale de la radio et de la télévision (en) à Pékin, qui a choisi de laisser le film tel quel.

## Synopsis
Le film suit l'ascension et la chute d'une famille à Shanghai. Autrefois riche et capitaliste, la famille est ruinée durant la révolution culturelle dans les années 1960 et 1970. Sa maison, un manoir dans la concession française, est reconvertie en une habitation pour plusieurs familles. Des années plus tard, la matriarche de la famille annonce qu'elle est en train de mourir. Lorsque ses quatre enfants adultes reviennent, c'est la première fois que la famille vit sous le même toit depuis des décennies

## Fiche technique
- Titre original : 美丽上海
- Titre international : Shanghai Story
- Réalisation : Peng Xiaolian
- Scénario : Peng Xiaolian et Lin Liangzhong
- Photographie : Lin Liangzhong
- Montage : Peng Xiaolian
- Production : Xu Feng
- Pays d'origine :  Chine
- Langue originale : mandarin
- Format : couleur
- Genre : drame
- Durée : 100 minutes
- Dates de sortie :
  -  Chine : 11 juin 2004 (Festival international du film de Shanghai)

## Distribution
- Joey Wong
- Josephine Koo (en) : Meihua Gu
- Feng Yuanzheng (en)
- Zheng Zhenyao (en)

## Accueil
Shanghai Story a un accueil inhabituel en Chine. Nommé dans plusieurs catégories aux Coqs d'or, le film ne devait pas gagner face à une rude concurrence, en particulier face à la superproduction de Zhang Yimou, Le Secret des poignards volants. À la surprise de la réalisatrice Peng Xiaolan, le film l'emporte dans presque toutes les grandes catégories, celle de meilleur film, de meilleur réalisateur, de meilleure actrice et de meilleur acteur dans un second rôle. Cependant, malgré cette reconnaissance, le film n'a pas immédiatement bénéficié de distribution nationale en Chine.
Le film a cependant été projeté dans plusieurs festivals de films internationaux, lui donnant une exposition à l'étranger.
Shanghai Story sort finalement dans les salles en Chine en 2005 à l'occasion de la fête de la mi-automne.